# Bromobenzène
Cet article concerne la molécule de monobromobenzène, appelée couramment bromobenzène. Pour la famille des composés issus de la bromation du benzène, voir bromobenzène (famille).
Le monobromobenzène, ou simplement bromobenzène est un composé organique aromatique issu de la bromation du benzène, c'est-à-dire la substitution électrophile aromatique d'un atome d'hydrogène par un atome de brome.
Le bromobenzène se présente sous la forme d'un liquide jaune pâle.

## Autres propriétés physiques
- Densité de vapeur (air=1) : 5,41
- Coefficient de partage (eau/huile) : 0,00102
- Facteur de conversion (ppm→mg/m³) : 6,422
- Taux d'évaporation (éther=1) : 23,4